# 羅納克海軍上將級巡防艦
羅納克海軍上將級巡防艦，計劃名稱為中型通用巡防艦（法語：Frégates de taille intermédiaire）、未來防禦與介入巡防艦（法語：Frégate de défense et d'intervention），為法國海軍建造的巡防艦，計劃在2024年陸續服役並汰換拉法葉級巡防艦。

## 歷史沿革
2013年法國國家安全白皮書中提出將法國海軍的艦隊規模裁編至15艘，並建造5艘新型巡防艦汰換拉法葉級巡防艦，2015年5月29日，时任法國國防部長讓-伊夫·勒德里昂宣佈啟動計劃。
法國政府表示中型通用巡防艦將符合出口市場的需求，並保持法國造船廠的開發和生產能力。
2017年4月21日法國國防部宣布由海軍集團為海軍開發和建造5艘中型通用巡防艦（FTI）的合約。
2021年9月28日希臘國防部宣布，35億美元採購3艘客蒙級巡防艦，並外加增購第四艘的選擇權，預計於2025年開始交艦。

## 艦艇列表

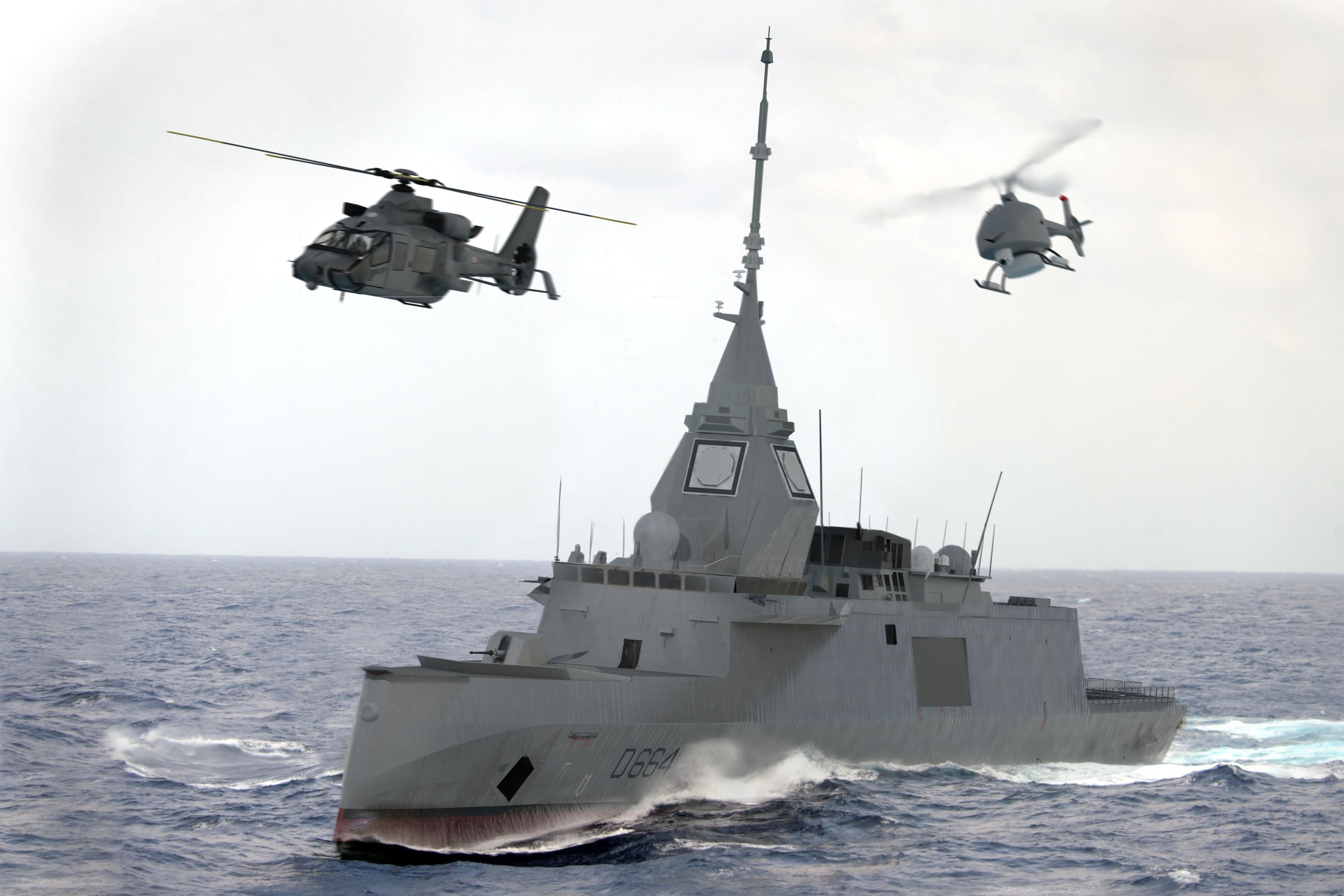

## 資料來源
1. ↑  .   [2019-05-05]. （原始内容存档于2019-05-05）.
2. ↑  .   [2019-05-05]. （原始内容存档于2019-05-05）.
3. ↑  賴名倫.  (新闻稿). 青年日報社. 2021年9月30日  [2021年9月30日]. （原始内容存档于2021年9月30日） （中文（臺灣））.

## 外部連結
- Le marquis de Seignelay, FTI et AVT : de la bande littorale jusqu'à la profondeur stratégique, Le fauteuil de Colbert, lundi 22 février 2016（页面存档备份，存于）